# Choros nr. 14
Choros nr. 14 zou een compositie van de Braziliaanse componist Heitor Villa-Lobos zijn. Probleem bij dit werk dat geschreven zou zijn voor twee (!) orkesten, een harmonieorkest en mogelijk een koor is dat het nooit boven tafel is gekomen. Er zijn theorieën over bestaande zeer eenvoudige schetsen, maar het zou ook kunnen zijn, dat het werk alleen nog in het hoofd van de componist zat.
Het zoekraken van werken van Villa-Lobos is een struikelblok bij de reconstructie van diens oeuvre; ook zijn Choros nr. 13 en vijfde symfonie zijn zoek.